# Fuscopostia
Fuscopostia is een geslacht van schimmels uit de orde Polyporales. De typesoort is Fuscopostia fragilis.

## Soorten
Volgens Index Fungorum telt dit geslacht vier soorten (peildatum januari 2022):
| Soortnaam                                         | Auteur(s)                                                       | Publicatiejaar |
| ------------------------------------------------- | --------------------------------------------------------------- | -------------- |
| Fuscopostia duplicata                             | (L.L. Shen, B.K. Cui & Y.C. Dai) B.K. Cui, L.L. Shen & Y.C. Dai | 2018           |
| Fuscopostia fragilis (Vlekkende kaaszwam)         | (Fr.) B.K. Cui, L.L. Shen & Y.C. Dai                            | 2018           |
| Fuscopostia lateritia                             | (Renvall) B.K. Cui, L.L. Shen & Y.C. Dai                        | 2018           |
| Fuscopostia leucomallella (Krijtachtige kaaszwam) | (Murrill) B.K. Cui, L.L. Shen & Y.C. Dai                        | 2018           |